# Monoculodes demissus
Monoculodes demissus är en kräftdjursart som beskrevs av William Stimpson 1853. Monoculodes demissus ingår i släktet Monoculodes och familjen Oedicerotidae. Inga underarter finns listade i Catalogue of Life.